# Alabama (râu)
Alabama este un fluviu navigabil în SUA ce izvorăște din Munții Apalași și se varsă în Golful Mexic, formând o deltă. Are o lungime de 1 064 km. Format din râurile Coosa și Tallapoosa, la nord est de Montgomery, curge spre vest până la Selma și apoi spre sud. Se unește cu Tombigbee lângă Mobile pentru a forma râurile Mobile și Tensaw, care se varsă în golful Mobile. Mobile și Montgomery au devenit orașe importante mai ales datorită faptului că se află pe această arteră importantă